# Eumenius
Eumenius (III/IV wiek) – starożytny retor łaciński oraz panegirysta.
Urodził się w Augustodunum (dzisiejsze Autun), gdzie w 297 na zlecenie Konstancjusza Chlorusa objął nadzór nad szkolnictwem w tym mieście (wcześniej był szefem kancelarii cesarskiej). W tym samym roku bądź w następnym wygłosił w tym mieście mowę Pro instaurandis scolis (W sprawie odbudowy szkół), która została uznana za panegiryk i włączona w skład zbioru Panegyrici Latini, mimo że nie posiadała typowych cech tego gatunku literatury.